# Chillicothe (Teksas)
Chillicothe je grad u američkoj saveznoj državi Teksas. Prema popisu stanovništva iz 2010. u njemu je živjelo 707 stanovnika.